# Oleg Gordievskij
Oleg Antonovič Gordievskij (in russo Олег Антонович Гордиевский; Mosca, 10 ottobre 1938 – 4 marzo 2025) è stato un militare e agente segreto sovietico, nonché un agente-doppio a favore del servizio segreto britannico. Dopo la diserzione dai servizi segreti sovietici, ricevette la cittadinanza britannica, intraprendendo la carriera di saggista e giornalista.

## Biografia

### Inizi della carriera
Gordievskij nacque il 10 ottobre 1938 a Mosca in una famiglia di un membro del Commissariato del popolo per gli affari interni (NKVD). Frequentò l'Istituto statale di Mosca per le relazioni internazionali (MGIMO) e, terminati gli studi nel 1962, entrò a far parte del corpo diplomatico di stanza a Berlino Est nell'agosto 1961, appena prima del completamento del muro di Berlino. Nel 1963 entrò nel KGB e fu assegnato all'ambasciata sovietica a Copenaghen, in Danimarca, dove soggiornò dal 1966 al 1970.

### Agente-doppio
Nel 1970 rientrò a Mosca e fu trasferito al dipartimento geografico del KGB, per conto del quale venne mandato nel Regno Unito e in Scandinavia nel periodo 1970-1972. Nell'autunno 1972 tornò a Copenaghen: nel 1973 come vice-residente in Danimarca, poi nel 1976 divenne un agente residente.
Ebbe i primi contatti con le agenzie di intelligence occidentali durante il periodo danese, in coincidenza della presa di coscienza della propria disillusione nei confronti dell'operato del KGB; Gordievskij infatti già iniziò a maturare una posizione anti-sovietica a causa dei crimini commessi da Stalin e dalle dottrine di Chruščёv del 1956, rafforzatasi poi con le successive azioni di politica estera dell'Unione Sovietica, in particolar modo dopo la repressione militare della primavera di Praga del 1968.
Dal 1974 iniziò a collaborare regolarmente con il servizio di intelligence britannico MI6. Tra il 1978 e il 1982 fu di nuovo a Mosca, nella sede centrale del KGB presso il palazzo della Lubjanka. Nel 1982 fu assegnato all'ambasciata sovietica nel Regno Unito, a Londra, come agente-residente del KGB (rezident), responsabile dello spionaggio sovietico nel Regno Unito.

### Diserzione
I vertici del KGB cominciarono a nutrire sospetti nei confronti dell'operato di Gordievskij finché attorno al 1985 il suo doppio gioco venne in qualche modo scoperto. Richiamato urgentemente a Mosca con la scusa di una promozione, nel febbraio 1985 fu arrestato e condotto in una dacia di proprietà di un suo superiore, dove fu interrogato per alcuni giorni sotto l'effetto di psicofarmaci, senza che fosse trovata tuttavia alcuna prova di colpevolezza.
Posto agli arresti domiciliari, Gordievskij aveva capito che il suo destino era già segnato. Sebbene sotto stretta sorveglianza del KGB, riuscì a informare l'MI6 a Mosca nel febbraio 1985, che organizzò la fuga. Il 24 febbraio uscì dalla sua residenza a Mosca e fece perdere le sue tracce, dapprima correndo velocemente attraverso un bosco e poi confondendosi tra la folla. Prese poi un treno in direzione del confine finlandese, dove incontrò degli agenti del consolato britannico con l'aiuto dei quali entrò in Finlandia nascosto nel bagagliaio di un'auto. Dalla Finlandia raggiunse la Norvegia, per poi continuare la fuga verso l'Inghilterra.
La fuga fu organizzata nella massima segretezza tant'è che neanche la moglie e la figlia, in quei giorni in vacanza in Azerbaigian, ne erano a conoscenza. La famiglia si riunì di nuovo soltanto sei anni più tardi, dopo la dissoluzione dell'Unione Sovietica.
Il 14 novembre 1985, per effetto della diserzione, le autorità sovietiche condannarono Gordievskij alla confisca dei beni e alla pena di morte in contumacia. La confisca dei beni venne annullata nel 1989 su richiesta della moglie Lejla, mentre la condanna a morte venne abolita con il crollo dell'URSS.
Si sono fatte tante ipotesi su come la copertura di Gordievskij fosse saltata fino a che, dopo snervanti indagini interne, si giunse alla clamorosa scoperta del tradimento di un agente della CIA, Aldrich Ames, reclutato come agente-doppio dal KGB. Egli ammise che fu lui stesso a informare i vertici del KGB del doppio gioco di Gordievskij.

### Dopo il KGB in Gran Bretagna
Appena dopo il suo arrivo in Gran Bretagna, il governo di Margaret Thatcher espulse 31 agenti segreti sovietici sotto copertura diplomatica; il governo di Mosca rispose a sua volta con l'espulsione di 25 diplomatici britannici. A Londra Gordievskij terminò l'attività di spionaggio operativa. Si dedicò invece alla stesura di libri sul tema della guerra fredda e del KGB, di cui alcuni tradotti anche in russo; inoltre frequentemente è consultato dai vari media come esperto in questioni di spionaggio.
Nel 1990 è stato consulente per la rivista britannica Intelligence and National Security, mentre negli anni seguenti ha lavorato nel campo dello spettacolo partecipando al programma televisivo Wanted. Il 26 febbraio 2005 ha ricevuto la laurea honoris causa in lettere presso l'Università di Buckingham, «come riconoscimento per il suo eccezionale servizio per la protezione e la sicurezza del Regno Unito».
Nell'agosto del 2005, Gordievskij ha scritto una lettera aperta al quotidiano britannico The Daily Telegraph:
(Oleg Gordievskij, Lettera aperta al Daily Telegraph)
Gordievskij fu inoltre decorato Compagno dell'Ordine di San Michele e San Giorgio (CMG) per i servizi per la sicurezza del Regno Unito, in occasione della consegna delle onorificenze nel giorno del compleanno della Regina (Birthday Honours), il 18 ottobre 2007.
Il 2 novembre 2007 Gordievskij fu portato in ospedale dove trascorse 36 ore privo di coscienza, la notizia fu diffusa dai media soltanto nell'aprile dell'anno successivo. L'ex spia sostenne di essere stato avvelenato con il tallio da «canaglie di Mosca» e accusò l'MI6 di aver abbandonato le indagini basate sulle sue accuse e che il caso fosse stato riaperto solo per intervento dell'ex capo dell'MI5 Eliza Manningham-Buller. Secondo Gordievskij, il responsabile sarebbe stato un uomo d'affari russo residente in Gran Bretagna, che gli aveva fornito delle pillole con lo scopo di curare l'insonnia.

## Principali contributi allo spionaggio anti-sovietico
La defezione di Gordievskij rappresentò una delle principali fonti di informazioni per le agenzie di spionaggio del blocco occidentale. Egli infatti aveva raggiunto il grado di colonnello nel KGB e godeva di una buona stima da parte dell'establishment dei servizi segreti sovietici, tant'è che gli fu affidata la responsabilità delle operazioni di spionaggio nel Regno Unito, le più importanti dopo quelle negli Stati Uniti. Le informazioni fornite all'MI6 riguardavano i principali progetti dei sovietici.
Secondo l'ex direttore del KGB Vladimir Semičastnyj, «Gordievskij ha inflitto più danni che il traditore generale Kalugin».

### Able Archer 83
Uno dei principali contributi consistette nell'informare che l'esercitazione della NATO nota come Able Archer 83 fu interpretata dai sovietici come un potenziale primo colpo nucleare. L'esercitazione, messa in opera presso il Supreme Headquarters Allied Powers Europe a Mons in Belgio nel novembre del 1983, consisteva nel simulare una escalation che avesse portato a una guerra nucleare. Complice il clima di tensione tra i due blocchi, la prova fu interpretata dai russi come il preambolo di un primo colpo nucleare, tant'è che i bombardieri nucleari del Patto di Varsavia di stanza in Germania dell'Est e in Polonia innalzarono lo stato di allerta preparandosi a un attacco nucleare. Le informazioni fornite da Gordievskij, all'epoca residente a Londra, misero al corrente i vertici della NATO del livello di allerta delle forze del blocco orientale, scongiurando così un probabile first strike.

### Operazione RJaN
Gordievskij fu il primo a rendere nota la cosiddetta Operazione RJaN a ovest della cortina di ferro; altri disertori del KGB (Oleg Kalugin e Jurij Švec) fornirono successivamente altre informazioni convalidanti le sue testimonianze.
RJaN (o RYAN) era il nome in codice di un programma congiunto del KGB e del GRU (il braccio militare dello spionaggio sovietico) per monitorare eventuali segnali da parte NATO di preparazione a un eventuale primo colpo nucleare. Sostanzialmente si trattava di una vastissima operazione di spionaggio, pedinamenti e intercettazioni da parte praticamente di ogni agente segreto appartenente al Patto di Varsavia, nei confronti di chiunque avesse la facoltà di ordinare l'inizio di un attacco missilistico nucleare, nonché di tutti i responsabili del lancio di missili balistici e da crociera, e di coloro aventi accesso ai centri di comando dell'aeronautica militare degli Stati Uniti.
Tale operazione era un segnale del livello di tensione raggiunto tra i due blocchi e, in particolar modo da parte sovietica, assieme alla reazione manifestata in occasione del caso Able Archer 83, era una misura della quasi paranoica paura sovietica di un attacco nucleare.

### Gorbačëv
Le informazioni fornite da Gordievskij, quasi sempre confermate da altre fonti, accrebbero la sua popolarità in Occidente, guadagnandosi la stima e la fiducia di molti leader. Egli divenne quindi un consigliere informale sia del primo ministro Thatcher sia del presidente Reagan, convincendoli a riformulare il loro approccio nei confronti dell'Unione Sovietica, permettendo loro di comprendere non solo la capacità militare del nemico ma anche e soprattutto le sue intenzioni.
In questo contesto fu Gordievskij ad anticipare ad americani e britannici la successione di Michail Gorbačëv alla guida dell'Unione Sovietica, parecchio prima che questi acquisisse importanza, e giocò un ruolo molto importante nel persuaderli a considerarlo come il leader più propenso ad attuare riforme.

## Opere
- (EN) Christopher Andrew, Oleg Gordievskij, KGB: The Inside Story, Londra, Hodder & Stoughton, 1990, ISBN 0-340-48561-2.
- (EN) Christopher Andrew, Oleg Gordievskij, KGB: The Inside Story of Its Foreign Operations from Lenin to Gorbachev, New York, HarperCollins, 1990, ISBN 0-06-016605-3.
- (EN) Christopher Andrew, Oleg Gordievskij, Instructions from the Centre: Top Secret Files on KGB Foreign Operations, 1975-85, Londra, Hodder & Stoughton, 1991, ISBN 0-340-56650-7.
- (EN) Christopher Andrew, Oleg Gordievskij, More Instructions from the Centre: Top Secret Files on KGB Foreign Operations, Londra, Taylor & Francis, 1992, ISBN 0-7146-3475-1.
- (EN) Christopher Andrew, Oleg Gordievskij, Comrade Kryuchkov's Instructions: Top Secret Files on KGB Foreign Operations, 1975-1985, Palo Alto, Stanford University Press, 1991, ISBN 0-8047-2228-5.
- (EN) Oleg Gordievskij, Next Stop Execution, the Autobiography of Oleg Gordievsky, Londra, Macmillan Publishers, 1995, ISBN 0-333-62086-0.
- (DA) Jakob Andersen, Oleg Gordievskij, De røde spioner. KGB´s operationer i Danmark - fra Stalin til Jeltsin, fra Stauning til Nyrup, Copenaghen, Høst og Søn, 2002, ISBN 87-14-29856-2.